# Škoda 1101 Tudor
Der Škoda 1101 Tudor war der Nachfolger des Modells 1100 Popular. Der zweitürige Kompaktwagen wurde 1946 als zweitürige Limousine mit deutlich modernisierter Karosserie vom tschechoslowakischen Hersteller AZNP unter der Marke Škoda herausgebracht. Wie in den USA, wurde diese Bauform „Tudor“ (two-door) genannt.
Der Wagen hatte immer noch den vorne und hinten gegabelten Skelettrahmen seines Vorgängers aus geschweißten Stahl-U-Profilen mit Zentralrohr. Die neue Karosserie entsprach jedoch dem Stil der 1940er-Jahre mit in die vorderen Kotflügel integrierten Scheinwerfern und einem Kühlergrill aus 5 verchromten Querstäben. Sie erinnerte an die Karosserien der zeitgenössischen Ford-Limousinen aus den USA. Der wassergekühlte OHV-Vierzylinder-Reihenmotor mit 1089 cm³ Hubraum wurde vom Vorgänger übernommen und seine Leistung geringfügig auf 23,5 kW (32 PS) erhöht. Das Getriebe war allerdings nun direkt an den Motor angeflanscht, die Transaxle-Bauweise wurde also aufgegeben.
Nach dem Zweiten Weltkrieg begann bei Škoda zunächst in geringem Umfang die Fertigung der Vorkriegsmodelle Rapid und Popular 995, ab 1946 dann in großer Stückzahl der 1101. Dazu kam als weiteres Modell ab 1949 der Škoda 1102 Tudor mit Lenkradschaltung. Von beiden Modellen zusammen wurden insgesamt 66.904 Exemplare produziert. Davon wurden 3.897 Fahrzeuge als 1100-VO gebaut. Der 1102 Roadster wurde in 1.886 Exemplaren produziert.
Die Produktion des 1101 wurde 1949 beendet, die Produktion des 1100-VO lief von 1948 bis 1951 und die des 1102 wurde 1952 eingestellt.

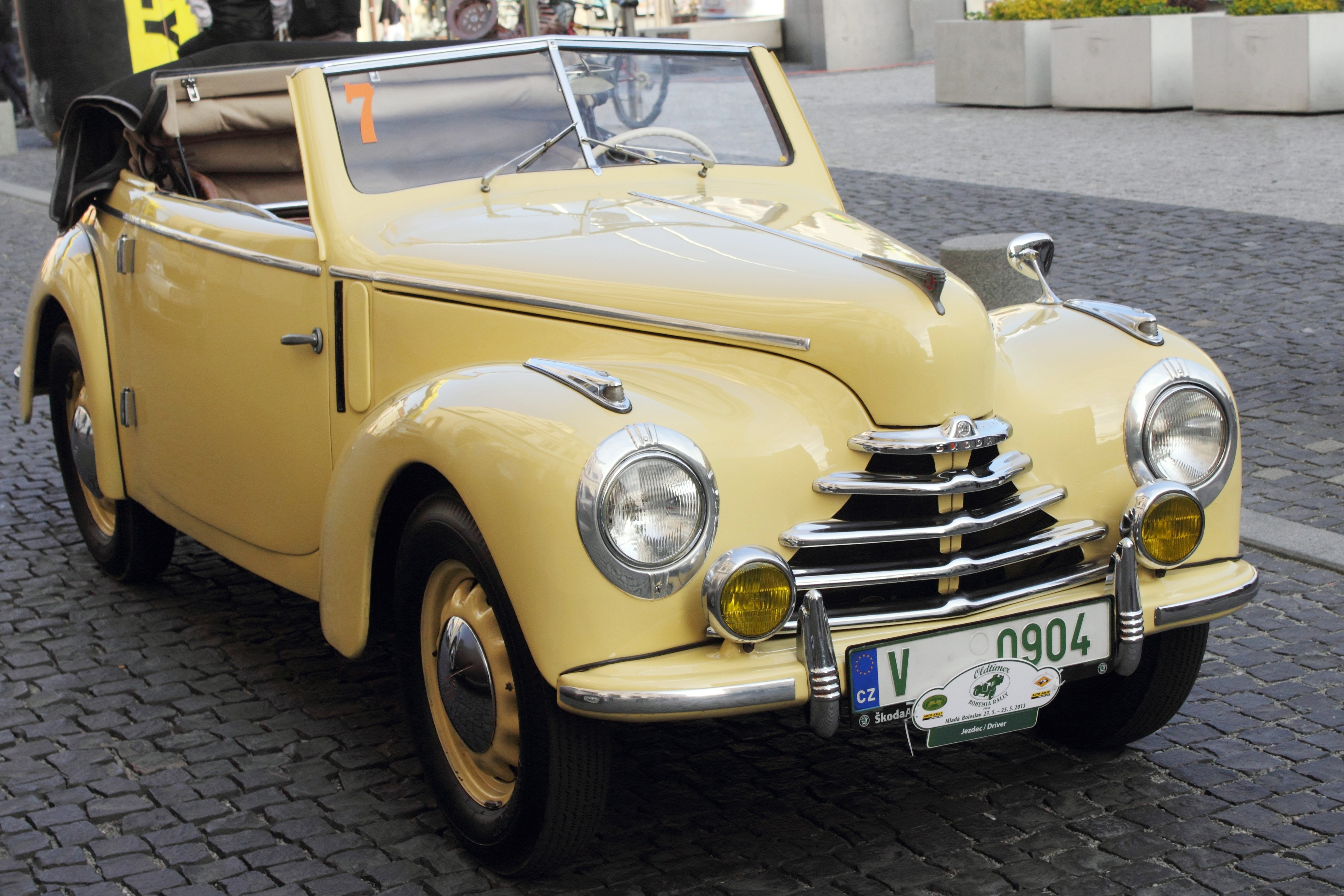
Škoda 1102 Cabriolet
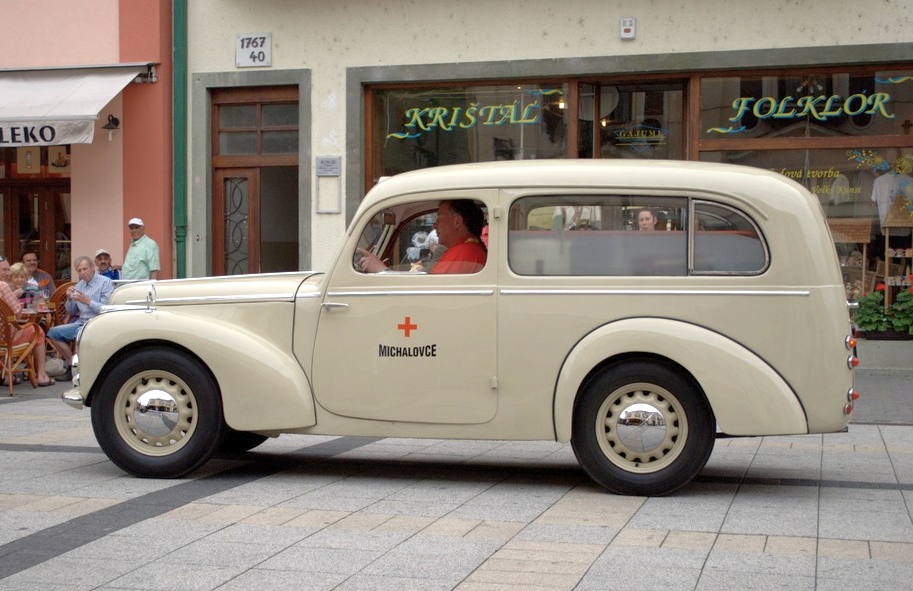
Škoda 1101 Sanitätswagen
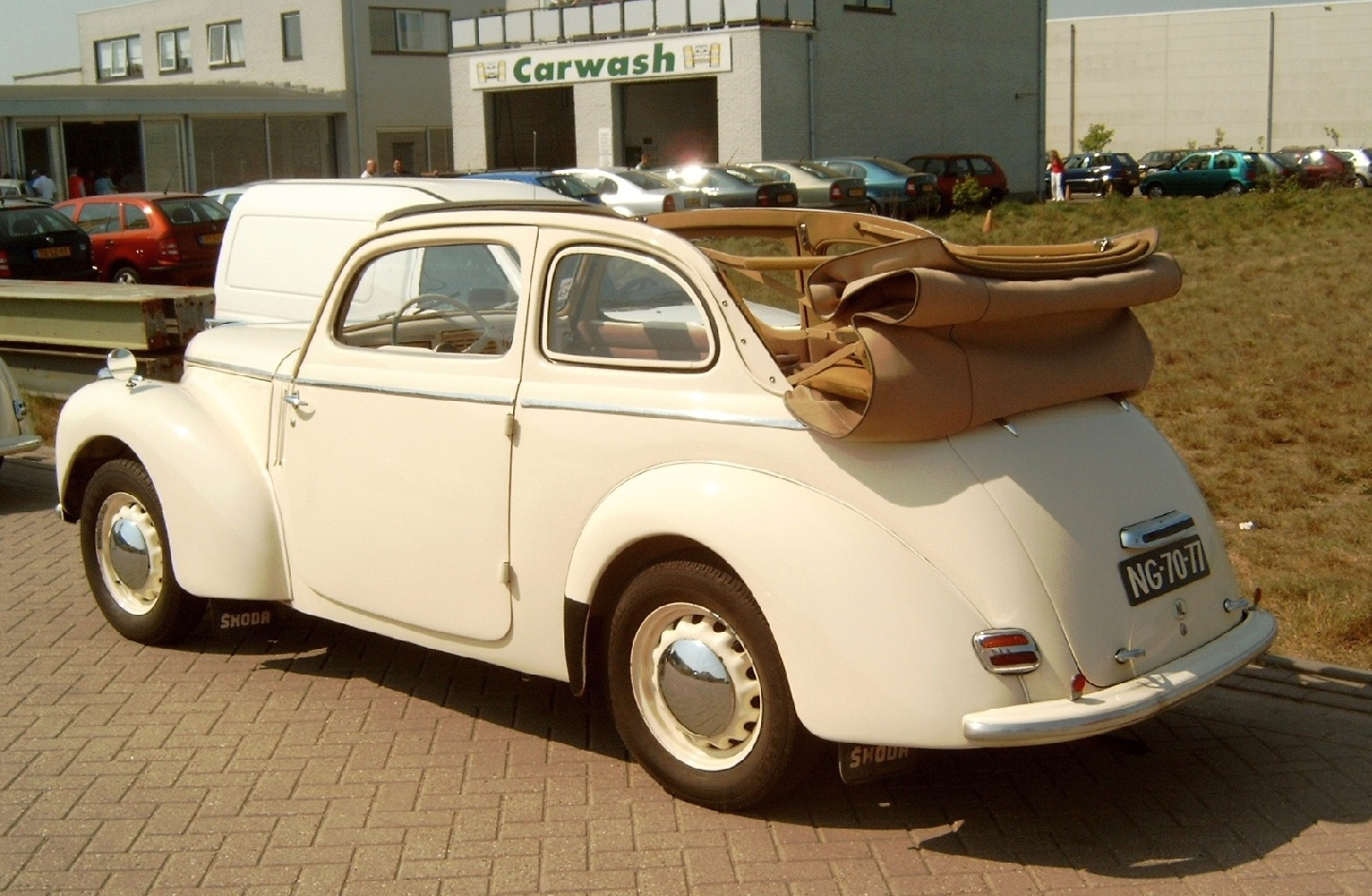
Škoda 1102 Cabriolimousine
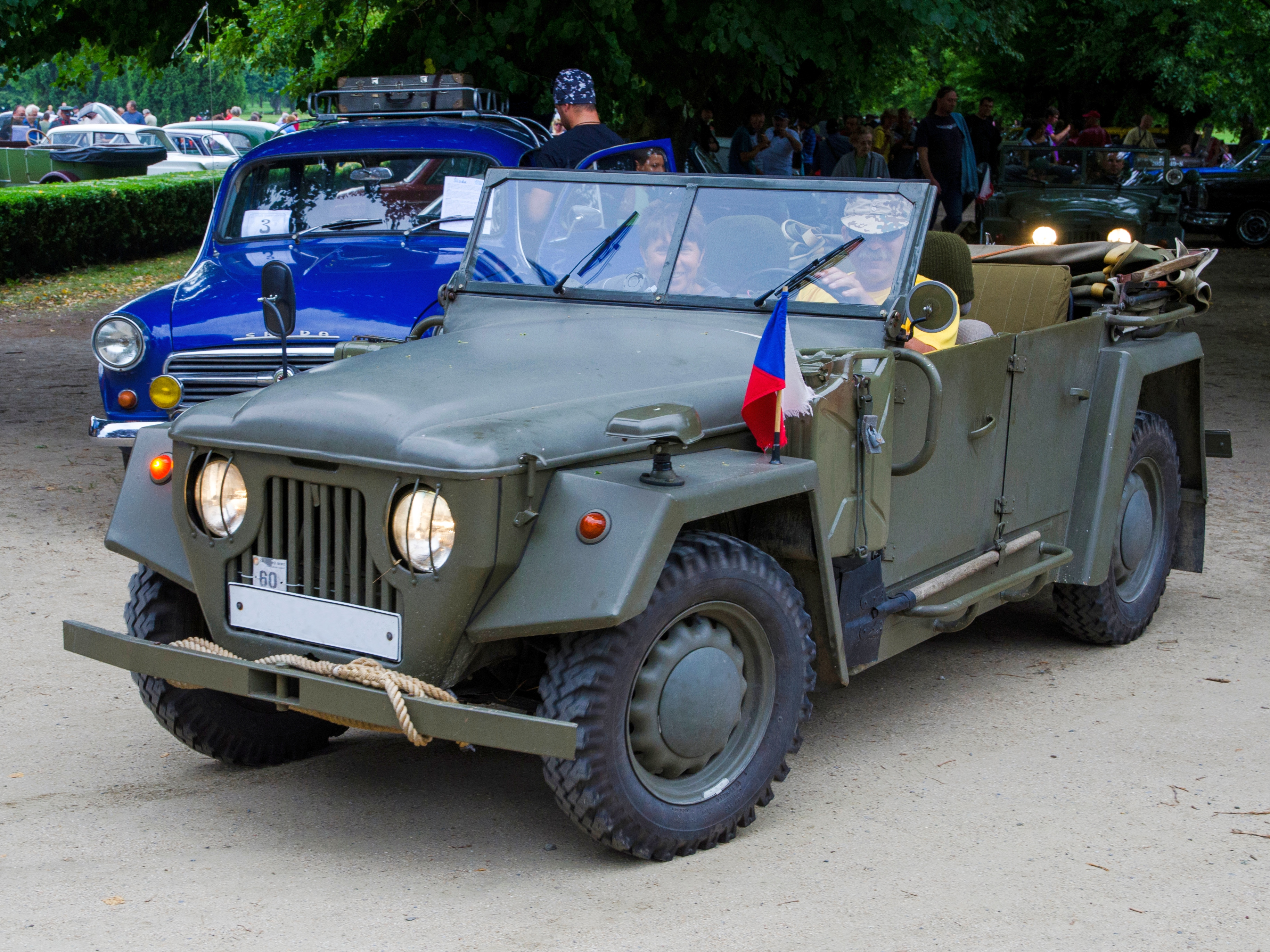
Škoda 1101 VO

## Quelle
- Zeitschrift Oldtimer-Markt, Ausgabe 7/2007, S. 164–171, ISSN 0943-7320